# Unser Dorf
Unser Dorf, in Deutschland und Österreich unter dem Titel Sie fanden eine Heimat, in der Bundesrepublik später auch unter Kinder in Gottes Hand (Das Pestalozzidorf), verliehen, ist ein schweizerisch-britischer Spielfilm aus dem Jahre 1953 von Leopold Lindtberg. Erzählt werden in diesem vom Gedanken der Völkerversöhnung getragenen Drama Einzelschicksale von Kindern rund um das Pestalozzidorf im schweizerischen Trogen.

## Handlung
Heinrich Meili ist der Leiter des Pestalozzi-Kinderdorfs in Trogen. Als solcher steht er einer Einrichtung vor, die sich dem Völkerversöhnungsprinzip verpflichtet fühlt und die humanistischen, ganzheitlichen Ideen Pestalozzis vor allem unter den vom Zweiten Weltkrieg besonders gezeichneten und traumatisierten Kindern Europas verbreiten möchte. Meilis Belegschaft unter den Schülern wie Lehrern ist sehr international; eines Tages begrüsst er eine neue Lehrkraft, den Briten und Ex-Soldaten Allan Manning. Zu seinen Kollegen zählen u. a. eine Polin, ein Franzose und ein Italiener. Eines Nachts trifft unter nahezu konspirativen Umständen ein Schülerin-Neuzugang ein; es handelt sich dabei um das Waisenkind Anja. Das Mädchen ist aus einem Waisenhaus in Deutschland ausgebrochen und wollte unbedingt nach Trogen kommen, weil sie so viel Gutes von dieser Bildungs- und Erziehungsstätte gehört hatte. In ihrer Naivität bittet sie auch darum, unbedingt persönlich den Namensgeber, den „Dr. Pestalozzi“ (1746–1827), kennen zu lernen. Der junge Pole Andrzej, der glaubt, dass es sich bei dem Mädchen um eine heimatlos gewordene Polin handelt, knüpft rasch Freundschaft zu Anja. Als diese aber eines Nachts im Schlaf Deutsch spricht, kippt die Stimmung rasant. Sofort schlägt ihr von den anderen Kinder Feindschaft, ja sogar blanker Hass entgegen.
Die Kinder zeigen sich erbarmungslos in ihrer Ablehnung, so als hätten sie nie etwas von den diese Lehrstätte definierenden Grundsätzen gehört oder selbige verstanden und pervertieren durch ihr Verhalten alle Grundsätze Pestalozzi‘scher Erziehung. Anja wird von einer wütenden Kindermeute gehetzt. Mit Müh‘ und Not kann sie in einer Scheune Unterschlupf finden, wo der Lehrkörper sie vor Angst und Kälte frierend auffindet. Die Lehrer nehmen sich jetzt die anders-nationalen Kinder vor und machen ihnen deren barbarisches Verhalten klar. Es solle fortan nur noch Respekt und Toleranz herrschen, sonst hätte man nichts aus den Schrecknissen des Zweiten Weltkriegs gelernt. Im Laufe der Zeit beruhigen sich die Gemüter wieder. Doch auch andere Kinder haben ihre Probleme. Andrzej beispielsweise ist von den Ereignissen des Krieges in seiner polnischen Heimat schwer gezeichnet: jedes entflammte Zündholz, von offenem Feuer ganz zu schweigen, ruft in ihm panische Angst hervor. Er selbst hat als Kleinkind die brennende Heimat erlebt und ist seitdem traumatisiert. Die von ihm gezeichneten und gemalten Bilder zeigen stets Brände, Ruinen und angstverzerrte Gesichter. Derweil wird Lehrerin Wanda von ihren kommunistischen Vorgesetzten nach Warschau zurückberufen. Zu Weihnachten kehrt sie zurück, einen kommunistischen Aufpasser von der hiesigen Botschaft im Schlepptau. Man macht der Pestalozzidorf-Verwaltung klar, dass der stalinistischen Regierung in Warschau die gesamte humanistische Ausrichtung dieser Schweizer Einrichtung nicht mehr passe und man daher wünsche, dass alle polnischen Kinder in die Volksrepublik heimkehren. Wanda hingegen möchte unbedingt in Trogen bleiben, hat sie sich doch mittlerweile in den britischen „Klassenfeind“ Allan Manning verliebt.
Auch die beiden 13jährgen Polenkinder Anja und Andrzej weigern sich, dem Heimkehrruf ihrer Regierung zu folgen. Als sie mit dem Zug in Richtung Heimat verfrachtet werden, entweichen sie in einem unbeachteten Moment und entfliehen in einen Wald. Sie geraten auf ein Appenzeller Volksfest, das nächtlich ausgetragene Chlausejage, das mit viel Feuerwerk begangen wird. Wieder schiessen Andrzej die alten Bilder vom brennenden Warschau des Jahres 1939 und den sterbenden Eltern durch den Kopf. In Panik rennt er davon, gefolgt von der treuen Freundin Anja. In einem verfallenen Kloster finden beide Unterschlupf. Hier fühlt sich das polnische Waisenkind sicher, da die unterirdischen Katakomben Andrzej an die Warschauer Kanalisation, Rettungsort für zahlreiche Hauptstädter während der deutschen Belagerung, erinnert. In einem Moment der Unachtsamkeit stürzt Andrzej ab und wird schwerst verletzt. Das Verschwinden der Kinder aus dem Zug ist den Pestalozzidörflern mittlerweile zu Ohren gekommen, und man macht sich mit Fackeln auf der Suche nach ihnen. Als Wanda ihren im Sterben begriffenen Landsmann Andrzej findet und in die Arme nimmt, fasst sie einen Entschluss. Sie wird auf ihre Liebe Allan verzichten und mit den verbliebenen polnischen Kindern hinter den Eisernen Vorhang zurückkehren, um sich dort ganz den Waisenkindern ihrer Heimat zu widmen. Noch am selben Abend beginnt es zu schneien, und ein neues Kind betritt das Pestalozzidorf. Es möchte gern Herrn Pestalozzi sprechen.

## Produktionsnotizen
Die Dreharbeiten zu Unser Dorf zogen sich aufgrund zahlreicher Verzögerungen von Oktober 1952 bis April 1953 hin. Die Innenaufnahmen entstanden im Filmstudio Rosenhof, Zürich, und in den Nettlefold Studios, Walton on Thames. Die Aussenaufnahmen wurden in Trogen, Arth Goldau, Stein am Rhein, Säntis und im deutschen Freising hergestellt. Die Uraufführung fand am 25. April 1953 während der Filmfestspiele von Cannes statt, der Streifen lief wenige Wochen später (20. Juni 1953) auch auf der Berlinale. Der deutsche Massenstart fand, ebenfalls beginnend in Berlin, am 3. Juli 1953 statt. In der Schweiz konnte man Unser Dorf erstmals am 1. Oktober 1953 im Zürcher Apollo-Kino sehen. Der internationale Verleihtitel war The Village (brit. Erstaufführung am 10. September 1953 in London, US-Erstaufführung am 22. September 1953 in New York).
Für Regisseur Lindtberg war Unser Dorf der erste Film, den er als Schweizer Staatsbürger gedreht hatte. Obwohl er in den 1940er Jahren der einzige Filmregisseur dieses Landes von Weltruf war, der dem Schweizer Kino mit Werken wie Die letzte Chance Ruhm und Ehre verschafft hatte, überzogen Schweizer Behörden Lindtberg während des Zweiten Weltkriegs und sogar noch danach mit zahlreichen Schikanen und Arbeitsbeschränkungen. Noch 1946 (!) wurde sogar seine Ausweisung verfügt. Erst 1951 gewährte man dem mit einer Zürcherin verheirateten gebürtigen Wiener die Schweizer Staatsbürgerschaft.
Das Drehbuch zu dieser Geschichte verarbeitete Co-Autor David Wechsler, der Sohn des Produzenten Lazar Wechsler, noch im selben Jahr 1953 zu einem Roman (“Sie fanden eine Heimat”). Kurt Früh assistierte Regisseur Lindtberg und war auch an einigen Szenen als Regisseur (zweite Equipe) beteiligt. Der filmerfahrene Brite Muir Mathieson hatte die musikalische Leitung inne. Für Lindtberg sollte dieser Film das weitgehende Ende seiner Kinospielfilm-Regie bedeuten (mehr dazu siehe unten).

## Entwicklungsgeschichte und Hintergründe
Unser Dorf ist die späte Umsetzung eines alten Lieblingsprojekts Lazar Wechslers, der bereits im Oktober 1938 angekündigt hatte, mit seiner Praesens-Film das Leben des Reformpädagogen unter der Regie von Robert Siodmak verfilmen zu wollen. Doch erst kurz nach Ende des Zweiten Weltkriegs nahm die Umsetzung dieses Filmprojekts Gestalt an. Um diesen Film auch international gut vermarkten zu können, suchte sich Wechsler einen Produktionspartner, den er in einer unbedeutenden britischen Firma fand. Mit der Schwedin Eva Dahlbeck verpflichtete Wechsler überdies einen Star Bergmanscher Filme. Die zentrale Rolle des Andrzej vertraute er dem jungen Wojtek (im Engl.: Voytek) Dolinski an, einem Teenager, der noch im Frühjahr 1952 am Broadway in New York einen Erfolg mit dem Theaterstück “Flight Into Egypt” verzeichnen konnte.
Der Film, dessen Kosten mit weit über eine Million Schweizer Franken angegeben werden, war trotz grosser Werbebemühungen Wechslers ein fulminanter Flop: “Die wohlwollende Presse beweihräuchert das Werk unterschiedslos, das Publikum hingegen lässt ihn diesmal überall im Stich, so dass die Praesens den damals erklecklichen Verlust von 700.000 Fr. zu verzeichnen hat. Schuld gegeben wird den Titeln, der Werbung, den zu wenig bekannten Schauspielern. In Wahrheit, das räumt als erster Lindtberg ein, kommt der Film mehrere Jahre zu spät – die humanitäre Masche mit den Waisenkinder-Kohorten hat sich überlebt, pazifistische Mitleidsbezeugungen sind nicht mehr zeitgemäss, Güte zahlt sich kaum mehr aus.” Zudem hatte der Film das grosse Unglück, dass der Kalte Krieg in seine heisse Phase eingetreten war, und zur Zeit der diversen Premieren von Unser Dorf der grassierende McCarthyismus in den USA, die Folgen von Stalins Tod und vor allem der aktuelle Arbeiteraufstand in der DDR (17. Juni 1953) für Schlagzeilen sorgten und das allgemeine, öffentliche Interesse bestimmten.
Leopold Lindtberg entschloss sich, nach den ständigen Auseinandersetzungen mit Wechsler während der Produktionsphase und den für ihn künstlerisch zutiefst unbefriedigenden Kompromissen, seinen Vertrag, der bereits am 31. März 1953 ausgelaufen war, nicht mehr zu verlängern. Fortan konzentrierte er sich wieder ganz auf seine Theaterarbeit und kehrte nur noch für einen Kurzdokumentarfilm, zwei Bühnenstückabfilmungen und mehrere Fernsehregien hinter die Kamera zurück.

## Auszeichnungen
- Prädikat “Wertvoll” durch die bundesdeutsche Filmbewertungsstelle der Länder
- 1953 Silberlorbeer (David O. Selznick-Preis) für den “besten der Völkerverständigung dienenden Film in englischer Sprache”.
- 1953 Bronzener Bär bei den III. Internationalen Filmfestspielen Berlin
- 1954 “Jahresbestenliste 1954” der katholischen Filmliga

## Kritiken
„Die Anordnung ist nicht allzu glücklich. Während die zwei gezeigten Jugendlichen … nachvollziehbar hinsichtlich ihrer emotionalen Absonderlichkeiten sind, neigen sie dazu, lediglich Symbole jugendlichen Leids in einer schwach geschriebenen Geschichte zu werden. Und dadurch wird die Notlage aller Jugendlichen, die im Mittelpunkt des Films steht, abstrakt und akademisch… (…) Außer der eindeutigen Tatsache, dass es eine tragische Schande ist, dass das Leben der Kinder in diesen Zeiten durch politische Manöver rücksichtsloserweise entwurzelt wird, gibt es wenig dramatische Momente oder intellektuelle Empörung bei diesem Ende. Wir können sogar nicht einmal behaupten, dass die schauspielerischen Leistungen sonderlich erwähnenswert wären. (…) Die Absichten des Films sind gut und generös, aber seine Ausführung liegt um einiges darunter.“

„Unser Dorf stellt Lindtbergs Schwanengesang bei der Praesens dar und den endgültigen Schiffbruch für deren Filme mit humanistischer Botschaft – noch nie war eines dieser Werke so mühevoll und mit nicht wieder zu bereinigenden internen Spannungen gezeugt worden wie Unser Dorf (…) Ganz entschieden und fatal mangelt es diesem Film an Mut und Kohärenz: am Mut zu politischen Stellungnahmen (die linkisch mit humanitärem Lack überstrichen werden) und zur Konzession an den Spielfilm, am Mut auch, nicht zu gefallen – allzu zahlreiche, gleichzeitige Bücklinge in die Richtung von Regierungsstellen, Kirchen, UNESCO, der zaghaften Direktion des Pestalozzidorfes … lassen diesen formal äusserst gepflegten Film denn auch in ein Meer von Fadheit kippen. Unser Dorf, das ist der Selbstmord einer Firma, die nicht mehr weiss, was sie sagen will – oder vielleicht gar nichts mehr zu sagen hat.“

„Ein wichtiges Thema, bewegend und mit humanitärem Engagement inszeniert, aber anspruchslos gestaltet.“